# Joseph Nicolas Pierret
Joseph Nicolas Pierret, né le 16 mars 1758 à Vallentigny (Aube), mort le 27 février 1825 à Brienne-le-Château (Aube), est un homme politique de la Révolution française.

## Biographie

### Mandat à la Convention
La monarchie constitutionnelle, mise en application par la constitution du 3 septembre 1791, prend fin à l'issue de la journée du 10 août 1792 : les bataillons de fédérés bretons et marseillais et les insurgés des faubourgs de Paris prennent le palais des Tuileries. Louis XVI est suspendu et incarcéré, avec sa famille, à la tour du Temple.
En septembre 1792, Joseph Nicolas Pierret, alors administrateur du directoire de Bar-sur-Aube, est élu député du département de l'Aube, le sixième sur neuf, à la Convention nationale. 
Il siège sur les bancs de la Plaine. Lors du procès de Louis XVI, il vote « la détention, et le bannissement à la paix », et se prononce en faveur de l'appel au peuple et du sursis à l'exécution de la peine. Le 13 avril 1793,il vote en faveur de la mise en accusation de Jean-Paul Marat. Le 28 mai, il s'abstient de voter lors du scrutin sur le rétablissement de la Commission des Douze. 

Après la chute de Robespierre, Pierret prend part à la réaction thermidorienne. Le 15 floréal an III (le 4 mai 1795), il est élu membre du Comité de sûreté générale aux côtés de François Bergoeing (député de la Gironde), de Pierre Guyomar (député des Côtes-du-Nord) et d'Augustin de Kervélégan (député du Finistère). Le 17 fructidor (le 3 septembre), il appuie la réhabilitation de Pierre Nicolas Perrin (député de l'Aube), condamné aux fers par le tribunal révolutionnaire et mort en détention : 
Je suis aussi de la députation de l'Aube, et je connaissais bien la moralité de Perrin. Il n'avait d'autre crime à se reprocher que d'être membre du côté droit. 

### Mandat aux Cinq-Cents
En vendémiaire an IV (octobre 1795), Joseph Nicolas Pierret est réélu député de l'Aube et siège au Conseil des Cinq-Cents. Il est tiré au sort pour quitter le Conseil le 1er prairial an V (20 mai 1797). 

## Sources
1. ↑  Claveau, Louis, Ducom, André Jean (1861-1923, Lataste, Lodoïs (1842-1923) et Pionnier, Constant (1857-1924), « Archives parlementaires de 1787 à 1860, Première série, tome 52, Liste des députés par départements » , sur https://gallica.bnf.fr, 1897 (consulté le 8 juillet 2025)
2. ↑  Froullé, Jacques-François (≃1734-1794) et Levigneur, Thomas (≃1747-1794), « Liste comparative des cinq appels nominaux. Faits dans les séances des 15, 16, 17, 18 et 19 janvier 1793, sur le procès et le jugement de Louis XVI [...] » , sur https://gallica.bnf.fr, 1793 (consulté le 8 juillet 2025)
3. ↑  Claveau, Louis, Ducom, André Jean (1861-1923, Lataste, Lodoïs (1842-1923) et Pionnier, Constant (1857-1924), « Archives parlementaires de 1787 à 1860, Première série, tome 62, séance du 13 avril 1793 » , sur https://gallica.bnf.fr, 1902 (consulté le 8 juillet 2025)
4. ↑  Claveau, Louis, Ducom, André Jean (1861-1923, Lataste, Lodoïs (1842-1923) et Pionnier, Constant (1857-1924), « Archives parlementaires de 1787 à 1860, Première série, tome 65, séance du 28 mai 1793 » , sur https://gallica.bnf.fr, 1904 (consulté le 8 juillet 2025)
5. ↑  Perlet, Charles-Frédéric (1759-1828), « Journal de Perlet n°954 » , sur https://archives.calvados.fr, 17 floréal an 3 (6 mai 1795) (consulté le 8 juillet 2025)
6. ↑  Gazette nationale ou le Moniteur universel n°351, « Convention nationale, séance du 17 fructidor an III (3 septembre 1795) » , sur https://gallica.bnf.fr, 21 fructidor an 3 (7 septembre 1795) (consulté le 8 juillet 2025)
7. ↑  Gazette nationale ou le Moniteur universel n°167, « Conseil des Anciens et Conseil des Cinq-Cents, séance du 15 ventôse (5 mars 1797) » , sur https://gallica.bnf.fr, 17 ventôse an 5 (5 mars 1797) (consulté le 8 juillet 2025)

- « Joseph Nicolas Pierret », dans Adolphe Robert et Gaston Cougny, Dictionnaire des parlementaires français, Edgar Bourloton, 1889-1891 [détail de l’édition]